# لاله‌زار، ناحیه دیواشتیچ
لاله‌زار، ناحیه دیواشتیچ (پیشتر: قیزیلی) یک منطقهٔ مسکونی در تاجیکستان است که در ولایت سغد واقع شده‌است.